# Ты — мой питомец
«Ты — мой питомец»/ Мой любимец(кор. 너는 펫) — южнокорейская романтическая кинокомедия, основанная на мангах Яёй Огава «Ты — мой питомец» и «Бродяги как мы». Премьера состоялась 10 октября 2011 года.

## Сюжет
Джи Ын Йи (Ким Ханыль) — карьеристка, не желающая быть с первым попавшимся парнем, но не прочь завести домашнего питомца. Танцор Кан Ин Хо (Чан Гын Сок) из-за инцидента со своей партнёршей на тренировке не желает больше заниматься этим делом и намерен стать постановщиком мюзиклов, но в итоге оказывается на улице без крыши над головой. Его друг Джи Ын Су (Чои Джун Хун) предлагает переночевать у своей сестры Джи Ын Йи, а затем и жить у неё, помогая по дому; при этом он не уведомляет её саму. Джи Ын Йи предлагает сделку Кан Ин Хо  - за проживание у неё дома быть её питомцем. Она заранее уверена в отказе, но не ожидавший такого хода событий Кан Ин Хо соглашается на роль домашнего любимца, и Джи Ын Йи оказывается в растерянности.

## Роли исполняли
- Ким Ханыль — Джи Ынйи
- Чан Гынсок — Кан Инхо[1]
- Рю Тэ Джун — Ча Усун
- Джан Ю Ми — Ли Енын
- Чои Джун Хун — Джи Ынсу, брат Джи Ынйи
- Кан Ханыль — Енсу
- Кан Хэ Ин — Ким Мисун
- Ко На Ын — Ким Джинъа
- Ли Джин Хи — Ю Аен